# Florin de Dantzig
Le florin de Dantzig est une monnaie utilisée par la Ville libre de Dantzig (actuelle Gdańsk) de 1923 jusqu'à l'annexion nazie en 1939. Il était divisé en 100 pfennig.
Jusqu'en 1923 Dantzig n'a utilisé que de la monnaie-papier, appelée mark de Dantzig. Lorsque le Florin fut introduit, il n'y eut pas de taux de change spécifique entre le Florin et le Mark. Par contre, une livre sterling valait 25 florins. 
Lorsque Dantzig fut incorporée au troisième Reich, le Reichsmark fut introduit. Le taux de change était : 0,7 reichsmark pour 1 florin.

## Pièces
| Premières séries (1923) | Premières séries (1923) | Premières séries (1923) | Premières séries (1923) | Premières séries (1923) | Premières séries (1923) | Premières séries (1923)                                         | Premières séries (1923)     | Premières séries (1923) | Premières séries (1923) | Premières séries (1923) | Premières séries (1923) | Premières séries (1923) |
| Image                   | Valeur                  | Paramètres techniques   | Paramètres techniques   | Paramètres techniques   | Description             | Description                                                     | Description                 | Description             | Date de                 | Date de                 | Date de                 | Date de                 |
| Image                   | Valeur                  | Diamètre                | Masse                   | Composition             | Bordure                 | Recto                                                           | Verso                       | Quantité frappée        | Frappe                  | Émission                | Retrait                 | Disparition             |
| ----------------------- | ----------------------- | ----------------------- | ----------------------- | ----------------------- | ----------------------- | --------------------------------------------------------------- | --------------------------- | ----------------------- | ----------------------- | ----------------------- | ----------------------- | ----------------------- |
|                         | 1 pfennig               | 17 mm                   | 1,67 g                  | 95% Cu, 4% Sn, 1% Zn    | Simple                  | Valeur, nom de pays « Danzig »                                  | Année, Blason de Danzig     | 11 500 000              | 1923–1937               | 18 décembre 1923        | 1er novembre 1940       | 30 novembre 1940        |
|                         | 2 pfennige              | 19,5 mm                 | 2,5 g                   | 95% Cu, 4% Sn, 1% Zn    | Simple                  | Valeur, nom de pays « Danzig »                                  | Année, Blason de Danzig     | 3 250 000               | 1923–1937               | 18 décembre 1923        | 1er novembre 1940       | 30 novembre 1940        |
|                         | 5 pfennige              | 17,5 mm                 | 2 g                     | 75% Cu, 25% Ni          | Simple                  | Valeur, nom de pays « Danzig »                                  | Année, Blason de Danzig     | 4 000 000               | 1923, 1928              | 18 décembre 1923        | 1er octobre 1932        | ?                       |
|                         | 10 pfennige             | 21,5 mm                 | 4 g                     | 75% Cu, 25% Ni          | Simple                  | Valeur, nom de pays « Freie Stadt Danzig »                      |                             | 5 000 000               | 1923                    | 18 décembre 1923        | 1er octobre 1932        | ?                       |
|                         | ½ gulden                | 19,5 mm                 | 2,5 g                   | 75% Ag, 25% Cu          | ?                       | Valeur, nom de pays « Freie Stadt Danzig » Blason               | cogue                       | 1 400 000               | 1923, 1927              | 18 décembre 1923        | 1er avril 1932          | ?                       |
|                         | 1 gulden                | 23,5 mm                 | 5 g                     | 75% Ag, 25% Cu          | ?                       | Value, nom de pays « Freie Stadt Danzig », cogue                | Blason tenue par deux lions | 3 500 500               | 1923                    | 18 décembre 1923        | 1er avril 1932          | ?                       |
|                         | 2 gulden                | 26,5 mm                 | 10 g                    | 75% Ag, 25% Cu          | ?                       | Value, nom de pays « Freie Stadt Danzig », cogue                | Blason tenue par deux lions | 1 250 000               | 1923                    | 18 décembre 1923        | 1er avril 1932          | ?                       |
|                         | 5 gulden                | 35 mm                   | 25 g                    | 75% Ag, 25% Cu          | ?                       | Valeur, nom de pays « Freie Stadt Danzig », Église Sainte-Marie | Blason tenue par deux lions | 860 500                 | 1923, 1927              | 18 décembre 1923        | 1er avril 1932          | ?                       |

## Billets de banque
| Émis par                                 | Émission              | Valeur       | Image | Commentaires                                              |
| ---------------------------------------- | --------------------- | ------------ | ----- | --------------------------------------------------------- |
| Ministère Central des Finances de Danzig | 1923 Premières séries | 1 pfennig    |       |                                                           |
| Ministère Central des Finances de Danzig | 1923 Premières séries | 2 pfennige   |       |                                                           |
| Ministère Central des Finances de Danzig | 1923 Premières séries | 5 pfennige   |       |                                                           |
| Ministère Central des Finances de Danzig | 1923 Premières séries | 10 pfennige  |       |                                                           |
| Ministère Central des Finances de Danzig | 1923 Premières séries | 25 pfennige  |       |                                                           |
| Ministère Central des Finances de Danzig | 1923 Premières séries | 50 pfennige  |       |                                                           |
| Ministère Central des Finances de Danzig | 1923 Premières séries | 1 gulden     |       |                                                           |
| Ministère Central des Finances de Danzig | 1923 Premières séries | 2 gulden     |       |                                                           |
| Ministère Central des Finances de Danzig | 1923 Premières séries | 5 gulden     |       |                                                           |
| Ministère Central des Finances de Danzig | 1923 Premières séries | 10 gulden    |       |                                                           |
| Ministère Central des Finances de Danzig | 1923 Premières séries | 25 gulden    |       |                                                           |
| Ministère Central des Finances de Danzig | 1923 Secondes séries  | 1 pfennig    |       |                                                           |
| Ministère Central des Finances de Danzig | 1923 Secondes séries  | 2 pfennige   |       |                                                           |
| Ministère Central des Finances de Danzig | 1923 Secondes séries  | 5 pfennige   |       |                                                           |
| Ministère Central des Finances de Danzig | 1923 Secondes séries  | 10 pfennige  |       |                                                           |
| Ministère Central des Finances de Danzig | 1923 Secondes séries  | 25 pfennige  |       |                                                           |
| Ministère Central des Finances de Danzig | 1923 Secondes séries  | 50 pfennige  |       |                                                           |
| Ministère Central des Finances de Danzig | 1923 Secondes séries  | 1 gulden     |       |                                                           |
| Ministère Central des Finances de Danzig | 1923 Secondes séries  | 2 gulden     |       |                                                           |
| Ministère Central des Finances de Danzig | 1923 Secondes séries  | 5 gulden     |       |                                                           |
| Ministère Central des Finances de Danzig | 1923 Secondes séries  | 50 gulden    |       |                                                           |
| Ministère Central des Finances de Danzig | 1923 Secondes séries  | 100 gulden   |       |                                                           |
| Banque de Danzig                         | 1924                  | 10 gulden    |       |                                                           |
| Banque de Danzig                         | 1924                  | 25 gulden    |       |                                                           |
| Banque de Danzig                         | 1924                  | 100 gulden   |       |                                                           |
| Banque de Danzig                         | 1924                  | 500 gulden   |       | Zeughaus (arsenal)                                        |
| Banque de Danzig                         | 1924                  | 1,000 gulden |       | Hôtel de ville                                            |
| Banque de Danzig                         | 1928–30               | 10 gulden    |       | Cour d'Artus                                              |
| Banque de Danzig                         | 1928–30               | 25 gulden    |       |                                                           |
| Banque de Danzig                         | 1931–32               | 20 gulden    |       | Stockturm (tour) partie de la Porte d'or (Gdańsk) Neptune |
| Banque de Danzig                         | 1931–32               | 25 gulden    |       | Église Sainte-Marie                                       |
| Banque de Danzig                         | 1931–32               | 100 gulden   |       | Vue de la rivière Motława                                 |
| Banque de Danzig                         | 1937–38               | 20 gulden    |       |                                                           |
| Banque de Danzig                         | 1937–38               | 50 gulden    |       | Vorlaubenhaus                                             |

## Référence
- (no) Cet article est partiellement ou en totalité issu de l’article de Wikipédia en norvégien intitulé « Danzig gulden » (voir la liste des auteurs).

1. ↑  Schön G. and Schön G.: Welt Münzkatalog, 20. & 21. Jahrhundert, 1900-2010, München 2010, Battenberg Verlag.  (ISBN 978-3-86646-036-2)
2. 1 2 3 4  Kamiński Cz.: Ilustrowany katalog monet polskich 1916-1991, Warsaw 1992, KAW.  (ISBN 83-03-00041-1)
3. 1 2  Österreichische Nationalbibliothek, « ÖNB-ALEX - Deutsches Reichsgesetzblatt Teil I 1867-1945 », onb.ac.at